# ひびき美都
ひびき 美都（ひびき みと、7月8日 - ）は、宝塚歌劇団卒業生で、元宝塚歌劇団花組のトップ娘役。本名：花村かおる（はなむら・かおる,"花村"は旧姓）。福岡県福岡市、福岡女学院高等学校出身。身長160センチ、愛称キャル（本名の“かおる”に由来）。日舞名取･藤間勘翔。

## 略歴
- 梓みちよ、小柳ルミ子らを輩出したツルタバレエで小学校３年の終わりから研鑽を積む。途中2年間病気のため、中断するがやはり踊ることが好きで再開し、宝塚を目指す。
- 1976年、宝塚音楽学校に入学。
- 1978年、64期生として宝塚歌劇団に入団。『祭りファンタジー』/『マイ･ラッキーチャンス』で初舞台。入団時の成績は46人中6位[1]。1979年5月[1]に花組に配属される。
- 1980年、『友よこの胸に熱き涙を』の新人公演にて初ヒロインを務める。
- 1984年2月、『琥珀色の雨にぬれて』の初日が開いてまもなく若葉ひろみが休演した際、急遽ヒロイン・シャロンを演じ、併演のレヴュー『ジュテーム』の中でも、「初恋」の場面の代役（ジナイーダ役）も務める。
- 1986年1月、『メモアール・ド・パリ』の「パッシィの館」の場面で、初めて大浦みずきと組む。
- 1988年、ダンスの実力と大浦に合う雰囲気を買われて、大浦みずきの相手役として『キス・ミー・ケイト』より花組トップ娘役になる[2]。研10（宝塚用語で「入団10年目」）であった。
- 1991年11月29日[1]、『ヴェネチアの紋章』/『ジャンクション24』の東京宝塚劇場千秋楽を最後に大浦と同時に宝塚歌劇団を退団する。
- 退団後は結婚、出産などがあり、目立った芸能活動を行っていないが、宝塚のOGイベントなどに出演するなどしている。OGイベントやテレビで何度か大浦と共演した。
- 大浦逝去の際には「本当に素敵な相手役さんでした。いつまでも胸の中に生き続けます。」と胸中を語った[3]。

## 受賞歴
- 1983年度　努力賞、団体賞（『ジュテーム』の「花占い」のメンバーとして）
- 1985年度　努力賞、団体賞（『メモアール・ド・パリ』の「アベニュー」のメンバーとして）
- 1986年度　努力賞、団体賞（『ショー・アップ・ショー』の「ビート・ラプソディ」のメンバーとして）
- 1988年度　娘役賞※
- 1990年度　団体賞（『ザ・フラッシュ！』の「ダンシング・オン・ザ・ベニーグッドマン」のメンバーとして）

　* ※は阪急すみれ会パンジー賞のもの、それ以外は宝塚歌劇団年度賞のうちのもの

## 宝塚歌劇団時代の主な舞台出演

### 花組時代
- 1979年7月、『奇術がお好きな王女様』（バウ）小悪魔ジョーカー
- 1980年4~8月、宝塚テレビロマン「三銃士」コンスタンス
- 1980年11月、『友よこの胸に熱き涙を』新人公演：ヴィクトリア（本役：美雪花代）／『ザ・スピリット』令嬢、ハイ･スピリットA　＊新人公演初ヒロイン
- 1981年4月、『ファースト・ラブ』新人公演：ダイヤモンド女／歌う娘、踊る女（本役：美雪花代）
- 1981年5月、『ミステリー・ラブ』（バウ）ミミ
- 1981年8月、『YOU・ME』（バウ）
- 1981年10月、『エストリレータ』新人公演：シェイラ（本役：若葉ひろみ）／『ジュエリー・メルヘン』 ＊新人公演ヒロイン
- 1982年1月、『ボン・ボヤージュ!』（バウ）新人公演：マダム・ブルビエ（本役：姿晴香）
- 1982年3月、『春の踊り』／『アルカディアよ永遠に』新人公演：王女オードリー（本役：若葉ひろみ） ＊新人公演ヒロイン
- 1982年8月、『夜明けの序曲』新人公演：貞（本役：若葉ひろみ）　＊新人公演ヒロイン
- 1983年2月、『霧深きエルベのほとり』シュザンヌ、新人公演：マルギット（本役：若葉ひろみ）／『オペラ・トロピカル』　＊新人公演ヒロイン
- 1983年5月、『霧深きエルベのほとり』シュザンヌ／『オペラ・トロピカル』（全国ツアー）
- 1983年8月、『マイ・シャイニング・アワー』（バウ）
- 1983年9月、『紅葉愁情』／『メイフラワー』ジュリー・オーエンス
- 1984年2月、『琥珀色の雨にぬれて』エマ、新人公演：シャロン・カザティ（本役：若葉ひろみ）[4]／『ジュテーム』 ＊新人公演ヒロイン
- 1984年8月　『名探偵は一人ぼっち』ジュディ／『ラ・ラ・フローラ』ケシのトウS
- 1984年10月、『朱に恋うる調べ』／『メイフラワー』ジュリー・オーエンス（全国ツアー）
- 1985年6月、『ジャパン・ファンタジー』／『ドリームズ・オブ・タカラヅカ』（第５回ハワイ公演）
- 1985年9月、『テンダー・グリーン』ローゼ／『アンドロジェニー』
- 1986年1月、『微風のマドリガル』ドンニャ・マチルデ／『メモアール・ド・パリ』令嬢
- 1986年3月、『不思議なカーニバル』（バウ）イザベル
- 1986年5･10･12月、「大浦みずきディナーショー」（コーラスメンバー）（宝塚ホテル、パレスホテル、新阪急ホテル）
- 1986年6月、『真紅なる海に祈りを』チャーミアン／『ヒーローズ』純白のバラS
- 1987年1月、『タッチ・ミー　-高汐巴の世界-』（バウ・東京特別）
- 1987年2月、『遥かなる旅路の果てに』オリガ・イワノーヴナ／『ショー・アップ・ショー』
- 1987年3月、『第2回バウホール・コンサート -スプリング! スプリング! スプリング!-』（バウ）
- 1987年4月、『真紅なる海に祈りを』チャーミアン／『ヒーローズ』（全国ツアー）純白のバラS、ヤンキー娘S
- 1987年8月、『あの日薔薇一輪』マイラ／『ザ・レビュースコープ』
- 1987年10月、『琥珀色の雨にぬれて』フランソワーズ・ドゥ・プレール／『ヒーローズ』（全国ツアー）純白のバラS

### 花組トップ娘役時代
- 1988年3月、『キス・ミー・ケイト』リリー・ヴァネシー、ケイト　＊トップ娘役御披露目公演
- 1988年5月、『タイム・アダージオ』（バウ）キャシー、ジュリエッタ、クイーンアマゾネス
- 1988年9月、『宝塚をどり讃歌 '88』／『フォーエバー!タカラヅカ』
- 1989年1月、『会議は踊る』クリステル・ヒュープナー／『ザ・ゲーム』マダム・ザジ
- 1989年6月、『ロマノフの宝石』ソフィア／『ジタン・デ・ジタン　-夢狩人-』ジジ
- 1989年10月、『TAKARAZUKA』（「宝塚をどり讃歌」／「タカラヅカ・フォーエバー」）（ニューヨーク公演）
- 1990年2月、『ロマノフの宝石』ソフィア／『ジタン・デ・ジタン　-夢狩人-』（中日劇場）ジジ
- 1990年3月、『ベルサイユのばら - フェルゼン編 - 』マリー・アントワネット
- 1990年9月、『秋…冬への前奏曲　-悲しみのパ・ド・ドゥ-』ナディア・ベネジュ／『ザ・ショーケース』
- 1991年1月、『春の風を君に…』柳緋玉／『ザ・フラッシュ!』
- 1991年6月、『ヴェネチアの紋章』リヴィア／『ジャンクション24』　＊退団公演
- 1991年9月、『ベルサイユのばら - フェルゼン編 - 』（全国ツアー）マリー・アントワネット

## 宝塚歌劇団退団後の主な舞台出演
- 1992年7月12日-14日、劇団夢第1回公演『花に風・浮舟の舞』（宝塚バウホール）
- 1994年5月26日~29日、ハウステンボススペシャルグランドレヴュー『ビューティフルガールズ』（ハウステンボス）(共演者古城都、鳳蘭、安奈淳、峰さを理、大浦みずき)
- 2001年9月1日、『ベルサイユのばら　メモランダム』にゲスト出演（宝塚大劇場）
- 2004年7月12日、『TCAスペシャルOGバージョン』（東京宝塚劇場）

## テレビ出演
- 『一枚の写真』（1990年1月23日、フジテレビ）
- 『あなたが選んだ宝塚　ベルサイユのばら-フェルゼン編-』に大浦とゲスト出演（1996年12月、NHK-BS2)
- 舞台中継『ベルサイユのばら-フェルゼン編-』に大浦とコメント出演（2001年、同上)
- 『大浦みずき追悼特別番組　心の翼よ永遠に…』（2010年3月、CS放送、TAKARAZUKA SKY STAGE）

## 雑誌
- NHKウィークリーステラ1996年12月6日号、BSタカラヅカ大特集「宝塚名舞台エピソード」